# My number one (Elena Paparizou)
My number one is de hitsingle en titel van de winnaar van het Eurovisiesongfestival 2005, gehouden in Kiev. Deze editie van het Eurovisiesongfestival was de vijftigste in de historie.

## Die for you - 2001
In 2001 vertegenwoordigde Elena Paparizou Griekenland op het songfestival als lid van de band Antique met het liedje "Die for you". De band kreeg van ieder land punten, maar eindigde op de derde plaats.

## My number one - 2005
Vier jaar later werd ze rechtstreeks aangeduid om solo het land te vertegenwoordigen. In een mini-preselectie stelde ze 3 liedjes voor: My number one, OK en Let's get wild. Er was ook een vierde lied voorgesteld: "The light in our soul". Dit werd echter gediskwalificeerd omdat het al eerder was uitgekomen in Duitsland.
Het lied "My number one" werd verkozen en daarmee kwam Paparizou als een van de favorieten aan de start van het 50ste Eurovisiesongfestival 2005, in Kiev. In het begin van de puntentelling leek er niet veel meer in te zitten dan een top 10-plaats, maar met de 12 punten van België keerde het tij en langzaam baande ze zich een weg naar de top. Hiermee haalde ze zo de eerste Griekse zege binnen.
1956: Refrain · 
1957: Net als toen · 
1958: Dors, mon amour · 
1959: 'n Beetje · 
1960: Tom Pillibi · 
1961: Nous les amoureux · 
1962: Un premier amour · 
1963: Dansevise · 
1964: Non ho l'età · 
1965: Poupée de cire, poupée de son · 
1966: Merci, chérie · 
1967: Puppet on a string · 
1968: La la la · 
1969: Un jour, un enfant, De troubadour, Vivo cantando, Boom bang-a-bang · 
1970: All kinds of everything · 
1971: Un banc, un arbre, une rue · 
1972: Après toi · 
1973: Tu te reconnaîtras · 
1974: Waterloo · 
1975: Ding-a-dong · 
1976: Save your kisses for me · 
1977: L'oiseau et l'enfant · 
1978: A-ba-ni-bi · 
1979: Hallelujah · 
1980: What's another year · 
1981: Making your mind up · 
1982: Ein bißchen Frieden · 
1983: Si la vie est cadeau · 
1984: Diggi-loo diggi-ley · 
1985: La det swinge · 
1986: J'aime la vie · 
1987: Hold me now · 
1988: Ne partez pas sans moi · 
1989: Rock me · 
1990: Insieme: 1992 · 
1991: Fångad av en stormvind · 
1992: Why me? · 
1993: In your eyes · 
1994: Rock 'n' roll kids · 
1995: Nocturne · 
1996: The voice · 
1997: Love shine a light · 
1998: Diva · 
1999: Take me to your heaven · 
2000: Fly on the wings of love · 
2001: Everybody · 
2002: I wanna · 
2003: Everyway that I can · 
2004: Wild dances · 
2005: My number one · 
2006: Hard rock hallelujah · 
2007: Molitva · 
2008: Believe · 
2009: Fairytale · 
2010: Satellite · 
2011: Running scared · 
2012: Euphoria · 
2013: Only teardrops · 
2014: Rise like a phoenix · 
2015: Heroes · 
2016: 1944 · 
2017: Amar pelos dois · 
2018: Toy · 
2019: Arcade · 
2021: Zitti e buoni · 
2022: Stefania · 
2023: Tattoo · 
2024: The code